# Erateina ianthe
Erateina ianthe är en fjärilsart som beskrevs av Doubleday 1848. Erateina ianthe ingår i släktet Erateina och familjen mätare. Inga underarter finns listade i Catalogue of Life.